# Gerrit Visser
Gerrit Antoon Visser (ur. 2 lutego 1903 w Nieuwendamie, zm. 1 grudnia 1984 w Wenatchee) – piłkarz holenderski grający na pozycji napastnika. W swojej karierze rozegrał 7 meczów i strzelił 1 gola w reprezentacji Holandii.

## Kariera klubowa
W swojej karierze piłkarskiej Visser grał w klubie Stormvogels IJmuiden.

## Kariera reprezentacyjna
W reprezentacji Holandii Visser zadebiutował 23 marca 1924 w zremisowanym 1:1 towarzyskim meczu z Belgią, rozegranym w Amsterdamie. W tym samym roku był w kadrze Holandii na igrzyska olimpijskie w Paryżu. Od 1924 do 1925 roku rozegrał w kadrze narodowej 7 meczów i zdobył 1 bramkę.